# Championnats panaméricains de boxe amateur 2013
Navigation
Édition précédente Édition suivante
La 10e édition des championnats panaméricains de boxe amateur s'est déroulée à Santiago, Chili, du 29 août au 2 septembre 2013. 

## Résultats

### Podiums
| Catégories                  | Or               | Argent               | Bronze                                   |
| Poids mi-mouches (-49 kg)   | Patrick Lourenco | Leonel de los Santos | Anthony Chacon Yuberjén Martínez         |
| Poids mouches (-52 kg)      | Orlando Huitzil  | Gerardo Valdez       | Juliao Neto Eduard Bermudez              |
| Poids coqs (-56 kg)         | Robeisy Ramirez  | Sergio Chirino       | Jhonny Blanco Robenilson de Jesus        |
| Poids légers (-60 kg)       | Robson Conceicao | Luis Arcon           | Danielito Zorrilla Michael Alexander     |
| Poids super-légers (-64 kg) | Everton Lopes    | Jose Alday           | Carlos Adames Alberto Palmeta            |
| Poids welters (-69 kg)      | Roberto Queiroz  | Gabriel Maestre      | Arisnoide Despaigne Custio Clayton       |
| Poids moyens (-75 kg)       | Jorge Luis Vivas | Lucas Martins        | Juan Carlos Rodriguez LeShawn Rodriguez  |
| Poids mi-lourds (-81 kg)    | Ramon Luis       | Endri Saavedra       | Miguel Larrosa Michel Borges             |
| Poids lourds (-91 kg)       | Deivis Julio     | Yamil Peralta        | Samir el-Mais Leinier Perot              |
| Poids super-lourds (+91 kg) | Yoandris Toirac  | Didier Bence         | Facundo Cesar Ghiglione Ronaldo Bermudez |

### Tableau des médailles
| Place | Pays                   | Médaille d'or, Amérique | Médaille d'argent, Amérique | Médaille de bronze, Amérique | Total |
| ----- | ---------------------- | ----------------------- | --------------------------- | ---------------------------- | ----- |
| 1     | Brésil                 | 4                       | 1                           | 3                            | 8     |
| 2     | Cuba                   | 3                       | 0                           | 2                            | 5     |
| 3     | Colombie               | 2                       | 0                           | 1                            | 3     |
| 4     | Mexique                | 1                       | 1                           | 0                            | 2     |
| 5     | Venezuela              | 0                       | 3                           | 3                            | 6     |
| 6     | République dominicaine | 0                       | 2                           | 1                            | 3     |
| 6     | États-Unis             | 0                       | 2                           | 1                            | 3     |
| 8     | Argentine              | 0                       | 1                           | 2                            | 3     |
| 9     | Canada                 | 0                       | 0                           | 2                            | 2     |
| 9     | Porto Rico             | 0                       | 0                           | 2                            | 2     |
| 11    | Uruguay                | 0                       | 0                           | 1                            | 1     |
| 11    | Trinité-et-Tobago      | 0                       | 0                           | 1                            | 1     |
| 11    | Panama                 | 0                       | 0                           | 1                            | 1     |
| Total | 13 pays médaillés      | 10                      | 10                          | 20                           | 40    |